# Лазар Делов
 Тази статия е за битолския войвода на ВМОРО.  За гевгелийския вижте Лазар Делев.  
Лазар (Дзоле) Делов е български революционер, войвода на Вътрешната македоно-одринска революционна организация.

## Биография
Лазар Делов е роден през 1876 година в леринското село Сович, тогава в Османската империя, днес в Северна Македония. Влиза във ВМОРО и става селски войвода, а по-късно четник при Марко Лерински. Участва в Илинденско-Преображенското въстание през лятото на 1903 година. След въстанието е заловен и затворен за 9 месеца в Битоля. В 1904 година е амнистиран и отново става войвода на Совичката чета. Убит е от гръцки андарти.